# Numeniosz (filozófus)
Numeniosz (2. század) görög filozófus.

## Élete
A szíriai Apameából származott, 150 körül élt. Plótinosz nagyra becsülte és használta a munkáit. Ránk néhány Platónra vonatkozó töredéke maradt Kaiszareiai Euszebiosz történeti munkájában.